# إدوارد إف. كوكس
إدوارد إف. كوكس هو محامي وسياسي أمريكي، ولد في 2 أكتوبر 1946 في ساوثهامبتون ‏ في الولايات المتحدة. نشط حزبياً في الحزب الجمهوري.